# Invasiones mongolas de Japón
Las invasión (invasiones a Japón por el Imperio mongol 元寇?, Genkō), realizadas entre 1274 y 1281, fueron hechos relevantes de importancia macrohistórica, a pesar de que fueron campañas que finalmente fracasaron.
Estos intentos de invasión son probablemente los eventos más famosos en la historia japonesa y repercutieron en la historia de toda la región, debido al efecto que lograron, al detener la expansión del Imperio Mongol. 
Con la posible excepción del final de la Segunda Guerra Mundial, esos intentos de invasión han sido los que más han repercutido en Japón desde hace más de 1500 años. 
Son referidos en muchos textos de ficción, y donde por primera vez se usó ampliamente la palabra kamikaze, "viento divino".

## Las invasiones

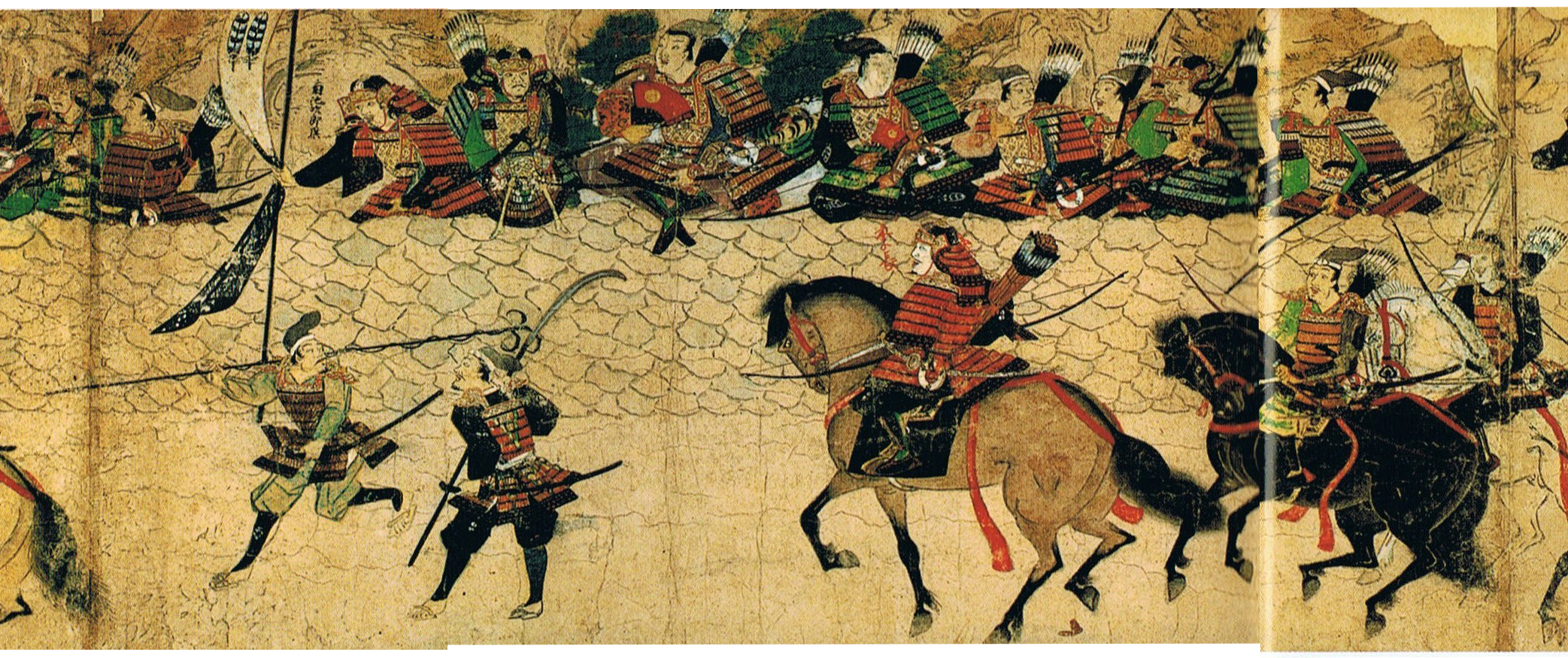
Muralla defensiva en Hakata. Moko Shurai Ekotoba, (蒙古襲来絵詞) c. 1293.

Kublai Kan reclamó el título de emperador de China en 1259 y estableció su capital en Pekín en 1264, ocupando la península de Corea poco tiempo después. Dos años más tarde, Kublai envió emisarios a Japón, ofreciendo a los japoneses dos alternativas: someterse al Imperio mongol pacíficamente o afrontar una invasión. En 1268 un segundo grupo de emisarios intentó negociar, pero al igual que sus predecesores, regresaron con las manos vacías. El Chinzei Bugyō, o Comisario de la Defensa del Oeste recibió a las dos embajadas mongolas y remitió sus mensajes al shōgun en Kamakura y al Emperador en Kioto. También hubo un intercambio de mensajes a través de emisarios coreanos y algunos embajadores mongoles. El bakufu (término japonés que se refiere al gobierno del Shogun) ordenó que regresaran a sus propiedades todos los terratenientes de Kyushu, la isla más cercana a Corea y por ende el punto de invasión más probable. Las fuerzas militares de Kyushu se posicionaron al oeste para defender los puntos en los que los mongoles probablemente desembarcarían. Además se organizaron grandes encuentros para rezar, mientras que el gobierno enfocó todos sus recursos monetarios en esta crisis.

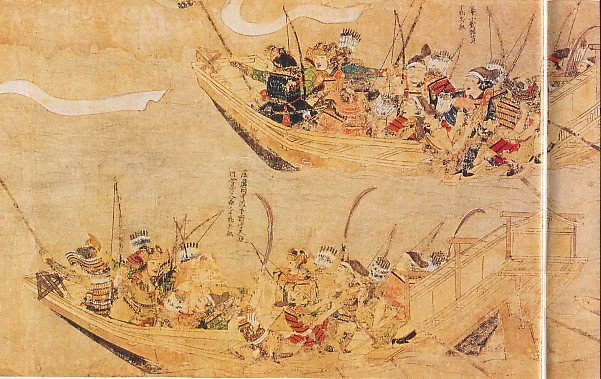
Japoneses atacan embarcaciones. Moko Shurai Ekotoba (蒙古襲来絵詞), c. 1293.

El kan estaba dispuesto a ir a la guerra ya en 1268, pero era consciente de que los coreanos no tenían recursos para proveerle en ese tiempo un ejército o marina suficientes. Envió una fuerza a Corea en 1273 para actuar como guardia de avanzada, pero fue incapaz de sobrevivir de lo que producían las tierras de Corea y por ende hubo que regresar a China a por suministros. La gran cantidad de caballos que los mongoles requerían para su ejército precisaba una vasta cantidad de tierras de pastos, un hecho que limitó el movimiento de las tropas ya que en ciertas tierras no crecía nada. Finalmente en 1274 la flota del Imperio Mongol zarpó con aproximadamente 15 000 guerreros mongoles y chinos, junto con unos 8000 soldados coreanos. La fuerza naval incluía 300 barcos de gran tamaño, y entre 400 y 500 embarcaciones pequeñas. 
La flota capturó fácilmente las islas de Tsushima e Iki, y el 19 de noviembre los barcos mongoles anclaron en la bahía de Hakata (muy cerca de Dazaifu, la ciudad que había sido el centro administrativo de Kyushu). Al día siguiente se inició la batalla de Bun'ei (文永の役), también conocida como la "batalla de la Bahía de Hakata". Los mongoles contaban con armas y tácticas superiores aunque los japoneses contaban con muchas más tropas que se habían preparado para el ataque con meses de anticipación (además de refuerzos procedentes de las perdidas Tsushima e Iki). Sin embargo, a pesar de esta demostración de superioridad, los mongoles retiraron sus fuerzas al día siguiente. Aunque, por descontado, los japoneses proclamaron que los habían rechazado, es más probable que la primera de las invasiones mongolas de Japón se tratara de una operación de reconocimiento y tanteo: el terreno había sido inspeccionado y la capacidad combativa de los samuráis puesta a prueba. Con esta vital información a su disposición, Kublai Kan pudo preparar una segunda visita con la que esperaba capturar Japón para sí.  

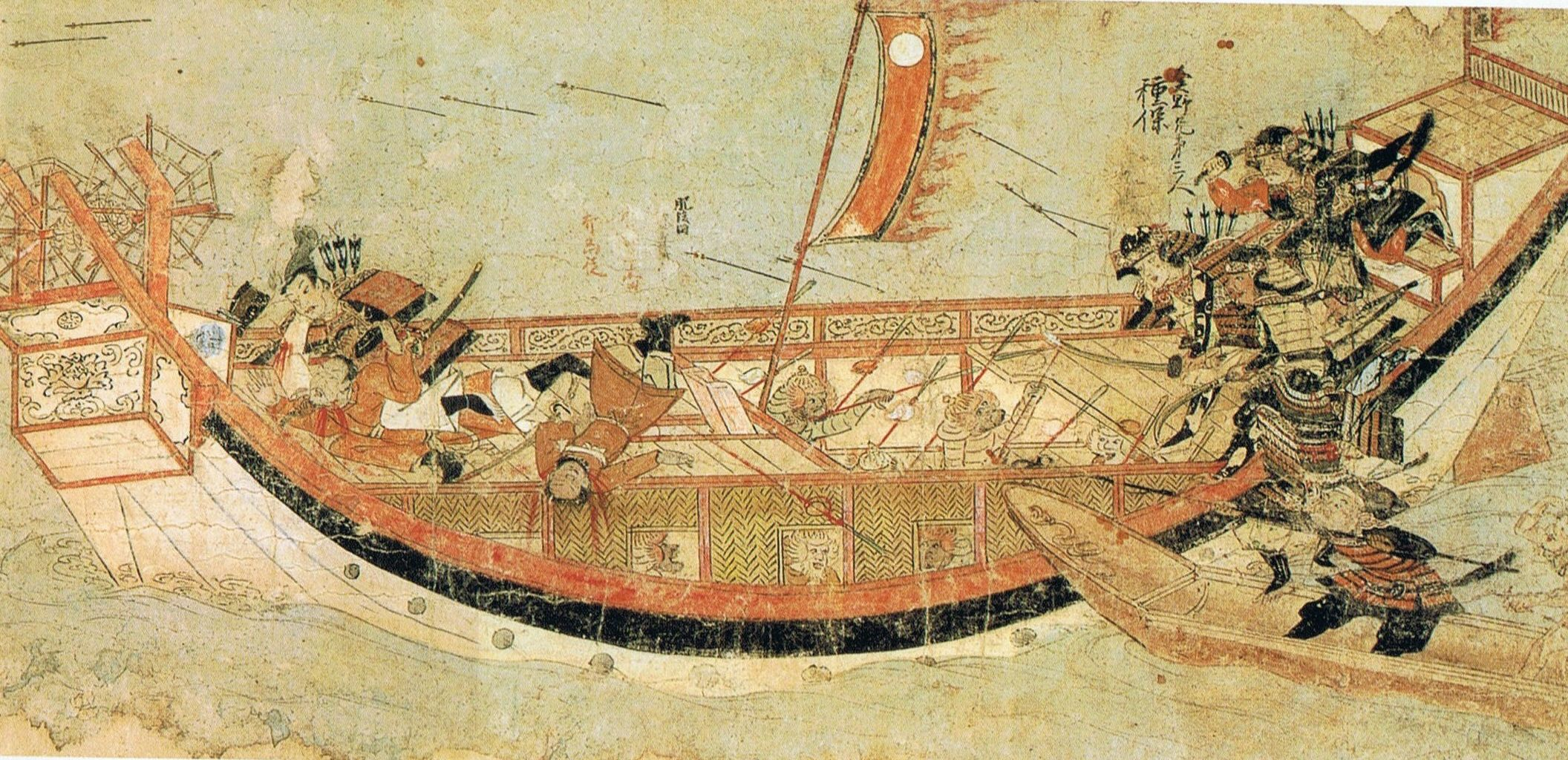
Samurái japoneses suben a bordo de barcos mongoles en 1281. Moko Shurai Ekotoba (蒙古襲来絵詞), c. 1293.

A inicios de 1275, el Bakufu incrementó los esfuerzos destinados a repeler una segunda invasión que creía inevitable. Además de mejorar la organización de los samurái de Kyushu, ordenó la construcción de fuertes y otras estructuras defensivas en los diversos puntos de desembarco, incluyendo Hakata. Mientras tanto, el rey de Corea intentó negociar con los mongoles para que cesaran las invasiones a Japón.
En la primavera de 1281, la flota china de Kublai tuvo retrasos con el aprovisionamiento y la administración, mientras que la flota coreana consiguió zarpar, aunque sufrió grandes pérdidas en Tsushima y fue obligada a retirarse. En el verano, las fuerzas navales chinas y coreanas combinaron sus esfuerzos y capturaron Iki-shima para luego posicionarse en diversos puntos de Kyushu. Tras varias escaramuzas, conocidas colectivamente como la batalla de Kouan (弘安の役) o la segunda batalla de la bahía de Hakata, los mongoles se vieron obligados a retornar a sus embarcaciones. Un gran tifón, denominado kamikaze, azotó las costas de Kyushu durante dos días sin cesar, destruyendo gran parte de la flota de los mongoles.

## Consecuencias
Kublai Kan tuvo deseos de invadir Japón una vez más en 1286, pero encontró sus recursos demasiado escasos para realizar dicha invasión. En Japón, el país necesitaba reorganizarse tras repeler a los mongoles, cuyas invasiones habían llevado al límite los recursos económicos y al ejército. Los ataques mongoles proporcionaron al bakufu una oportuna excusa para mantener el control del imperio, en vez de devolvérselo al emperador de Japón. Incluso varios años después, los gobernantes continuaron reforzando las defensas de Kyushu, mientras que varias medidas militares defensivas siguieron activas en la isla durante muchos años.
Es muy probable que el número de guerreros de ambos bandos que participaron en las invasiones fuese mucho menor de lo que se ha pensado tradicionalmente. Algunos eruditos también afirman que los japoneses habrían sido capaces de repeler efectivamente a los invasores aún sin el fortuito y famoso kamikaze.